# باکلین (میزوری)
باکلین (به انگلیسی: Bucklin) یک شهر در ایالات متحده آمریکا است که در شهرستان لین، میزوری واقع شده‌است. باکلین ۳٫۰۶ کیلومتر مربع مساحت و ۴۶۷ نفر جمعیت دارد و ۲۷۴ متر بالاتر از سطح دریا قرار دارد.